# Crystal System
Le Crystal System est un système d'arcade au format JAMMA sorti en 2001 fabriqué et commercialisé par la société BrezzaSoft.

## Description
Le Crystal System est créé dans le but de remplacer le système Neo-Geo MVS sur le marché des jeux d'arcade bon marché. Rappelons que la quasi-totalité des employés travaillant chez BrezzaSoft sont des transfuges de SNK, partis de la société venant juste de faire faillite pour créer BrezzaSoft.
Ce système fonctionne suivant le couple carte mère et carte fille (cartouche) pour bénéficier d'une grande modularité.
Physiquement, le Crystal System ressemble un peu au MVS de SNK et au PGM d'IGS, dans le sens où c'est une PCB qui est logée dans un boîtier en plastique et qui a un seul slot pour permettre l'insertion d'une cartouche de jeu. La carte mère comporte très peu de composants électroniques, la quasi-totalité des opérations étant gérée par le processeur central.
Ce système propose des jeux bénéficiant de graphismes 2D très poussés et très agréables. Le Crystal System n'aura pas le succès escompté et ce sera un désastre commercial, il connaîtra une durée de vie très courte. Très peu de jeux seront édités sur ce nouveau système, mais on peut noter des jeux comme Evolution Soccer, un jeu de football copié sur Super Sidekicks, et Crystal of the Kings, un Beat them all de type médiéval dans la lignée de Golden Axe ou Knights of the Round.

## Spécifications techniques

### Processeur
- ADC SE3208
  - 32bit RISC cadencé à 43 MHz
  - 300K Gate Count SOC, 80 MHz à 0.35u TLM CMOS
  - 3.3Volt Operation
  - 240 Pin QFP Package
  - High-End 2D Accelerator
  - Zoom in/out, rotation, shading, alpha-blending compatible with MS-DirectX
  - Resolution up to 1024Pixel Horizontally
  - Support Standard Video Format : NTSC, PAL
  - 32poly Wavetable Synthesizer
  - 32Channel, 16Bit
  - Memory Management
  - embedded Triple DAC, PLL

### Vidéo et son
- Magic Eyes VRender0
  - 8bit linear
  - 16bit linear
  - 8bit ulaw sample format
  - Custom 2D video rendering device
    - Zoom in/out
    - Rotation
    - Shading
    - Texture Mapping
    - Alpha-Blending
    - compatible MS Direct X

### Mémoire
- Principale : 8 Mo
- Texture : 8 Mo
- Frame : 8 Mo
- Donnée : programmable

## Liste des jeux
| Titre                    | Développeur | Éditeur    | Système        | Genre              | Date |
| ------------------------ | ----------- | ---------- | -------------- | ------------------ | ---- |
| Bohmool-Seom             | BrezzaSoft  | BrezzaSoft | Crystal System |                    |      |
| Crazy Class              | TJF         | BrezzaSoft | Crystal System |                    |      |
| Cutey Fatty              | BrezzaSoft  | BrezzaSoft | Crystal System |                    |      |
| Donggul Donggul Haerong  | Danbi       | BrezzaSoft | Crystal System | Plates-formes      | 2001 |
| Evolution Soccer         | BrezzaSoft  | BrezzaSoft | Crystal System | Sport : football   | 2001 |
| Jockey Grand Prix        | BrezzaSoft  | BrezzaSoft | Crystal System | Sport : hippisme   |      |
| Mahl Dalrijah            | BrezzaSoft  | BrezzaSoft | Crystal System |                    |      |
| Office Yeo In Cheon Ha   | BrezzaSoft  | BrezzaSoft | Crystal System | Party game         | 2001 |
| The Crystal of the Kings | BrezzaSoft  | BrezzaSoft | Crystal System | Beat them all      | 2003 |
| Top Blade V              | BrezzaSoft  | BrezzaSoft | Crystal System | Combat : Beyblade  | 2001 |
| Urachacha Mudaeri        | BrezzaSoft  | BrezzaSoft | Crystal System |                    | 2002 |
| V-Liner                  | BrezzaSoft  | BrezzaSoft | Crystal System | Réflexion : puzzle |      |